# Dactylaria parvispora
Dactylaria parvispora är en svampart som först beskrevs av Preuss, och fick sitt nu gällande namn av de Hoog & Arx 1973. Dactylaria parvispora ingår i släktet Dactylaria, ordningen disksvampar, klassen Leotiomycetes, divisionen sporsäcksvampar och riket svampar.   Inga underarter finns listade i Catalogue of Life.